# Antirealismo
Il termine antirealismo è usato per descrivere ogni posizione che coinvolge la negazione di una realtà oggettiva di enti di un certo tipo, oppure la negazione che affermazioni che trascendono la verificabilità possano essere vere o false. Così, possiamo parlare di antirealismo riferendoci alle altre menti, al passato, al futuro, all'universale e ad alcune entità matematiche (come i numeri naturali), o anche, in genere, al pensiero. I due usi del termine antirealismo sopra enunciati sono chiaramente distinti, anche se vengono spesso confusi. Per esempio, un "antirealista" che neghi che altre menti esistano (cioè un solipsista) è molto diverso da un "antirealista" che proclami che non vi è possibilità di verifica dell'affermazione che esistono altre menti.

## Antirealismo in Filosofia

### Michael Dummett
Il termine fu reso popolare da Michael Dummett, che lo introdusse nel suo saggio Realism per riesaminare alcune dispute filosofiche classiche che coinvolgevano dottrine come il nominalismo, il realismo concettuale, l'idealismo e il fenomenalismo. La novità dell'approccio di Dummett consiste nel vedere queste dispute come analoghe alle dispute tra intuizionismo e Platonismo nella filosofia della matematica.
Secondo l'intuizionismo (antirealista riguardo agli oggetti matematici), la verità di una proposizione matematica risiede nella nostra capacità di dimostrarla. In accordo con i platonisti (realisti), la verità di una proposizione risiede nella propria aderenza alla realtà oggettiva. Così, gli intuizionisti accettano una proposizione in forma "P o Q" come vera solo se è possibile dimostrare P oppure dimostrare Q: ciò è chiamato proprietà della disgiunzione.
In particolare, non è possibile, in generale, dichiarare che "P o non P" è vero (il principio del terzo escluso), poiché in alcuni casi non è possibile dimostrare né P né la sua negazione logica. Analogamente, gli intuizionisti sottolineano la mancanza della proprietà di esistenza per la logica classica, nella quale è possibile che l'affermazione {\displaystyle \exists x:\phi (x)} sia dimostrabile senza che si sia in grado di costruire esplicitamente un {\displaystyle t}:{\displaystyle \phi (t)}.
Dummett dedusse che la nozione intuizionista di verità costituisce la base di varie forme classiche di antirealismo. Egli usa questa nozione per reinterpretare il fenomenalismo, sostenendo che esso non debba necessariamente assumere la forma di un riduzionismo (spesso considerato non sostenibile).

### Precursori
Dubbi sulla possibilità di definite verità sono stati espressi dai tempi antichi, per esempio nello scetticismo di Pirrone. L'antirealismo riferito alla materia o ad enti fisici ha anch'esso una lunga storia. Infatti può essere fatto risalire, ad esempio, alla filosofia di Berkeley o all'idealismo di Hegel.

### Argomenti Antirealisti
Gli Idealisti sono scettici riguardo al mondo fisico, sostenendo in genere le due seguenti posizioni:
- Che niente esiste al di fuori della mente
- Che non avremmo alcun accesso ad una realtà indipendente dalla mente anche se essa esistesse.

I Realisti, in contrasto, sostengono che le percezioni sensoriali sono causate da oggetti indipendenti dalla nostra mente. Ma ciò consente un altro tipo di scetticismo: poiché la nostra comprensione della causalità è basata sul fatto che lo stesso effetto non possa essere prodotto da cause molteplici, può esserci indeterminatezza circa ciò che una persona realmente percepisce. Un esempio concreto di una situazione in cui un input sensoriale di un individuo possa essere causato da qualcosa d'altro rispetto a ciò che egli pensa, causa ciò che viene definito "brain in a bath", ossia la possibilità di stimolare elettricamente, in modo controllato, un cervello umano, in modo da fargli esperire sensazioni non corrispondenti al suo stato fisico "reale".

## Antirealismo nella Scienza
Nella filosofia della scienza, la posizione antirealista consiste essenzialmente nel proclamare la non-realtà di enti non osservabili come l'elettrone o il DNA, che non sono sperimentabili con i sensi umani. Un'importante posizione antirealista nella filosofia della scienza è lo strumentalismo, che sostiene una visione puramente agnostica nei confronti dell'esistenza di enti inosservabili: enti inosservabili X servono semplicemente come strumento per aiutare nel successo la teoria Y. Non abbiamo bisogno di determinare l'esistenza o la non esistenza di X. Alcuni epistemologi antirealisti, tuttavia, negano questa possibilità.

## Antirealismo nell'Arte
In filosofia dell'arte i termini antirealismo e antirealista possono essere usati in uno dei sensi descritti sopra, ma spesso indicano genericamente posizioni contrastanti col realismo, in qualsiasi senso quest'ultimo sia inteso. Così il surrealismo nell'arte visuale è spesso presentato come una tendenza antirealista.